# Mötzingen
Mötzingen è un comune tedesco di 3 564 abitanti, situato nel land del Baden-Württemberg.